# Achim Warmbold
Achim Warmbold (1941. július 17. –) német autóversenyző, kétszeres rali-világbajnoki futamgyőztes.

## Pályafutása
1973 és 1975, valamint 1978 és 1986 között vett részt a rali-világbajnokság versenyein. Ez idő alatt huszonhét futamon állt rajthoz, két győzelmet szerzett, és tizenöt szakaszon lett első. Az 1973-as osztrák ralin elért győzelme a BMW első rali-világbajnoki sikerét is jelentette. Eredményei jelentős részét a még csak gyártók számára kiírt világbajnokságon szerezte, így sosem zárt előkelő helyen a versenyzők összetett értékelésében.

### Rali-világbajnoki győzelem
| #  | Rali         | Szezon | Navigátor | Autó         |
| -- | ------------ | ------ | --------- | ------------ |
| 1. | Lengyel rali | 1973   | Jean Todt | Fiat Abarth  |
| 2. | Osztrák rali | 1973   | Jean Todt | BMW 2002 TII |

## Külső hivatkozások
- Profilja a rallybase.nl honlapon
- Profilja a juwra.com honlapon